# Имперско министерство на науката, образованието и общественото инструктиране
Имперско министерство на науката, образованието и общественото инструктиране (на немски: Reichsministerium für Wissenschaft, Erziehung und Volksbildung (RWEV)) е върховно министерско звено по времето на Ваймара и Националсоциализма (1919-1945).

## Управление
На 1 май 1934 г. за райхсминистър и ръководител на административното културно разделение на министерството е назначен Бернхард Руст, а за ръководители на научния офис (REM Amt für Wissenschaft) са избрани:
- 1934-1937 – Теодор Фален
- 1937-1939 – Ото Вакер
- май 1939 – Рудолф Менцел